# Robert D. Cabana
Robert Donald Cabana, född 23 januari 1949 i Minneapolis, är en amerikansk astronaut uttagen i astronautgrupp 11 den 4 juni 1985.
Han är direktör för John F. Kennedy Space Center, sedan oktober 2008.

## Rymdfärder
- STS-41
- STS-53
- STS-65
- STS-88